# Öckerö (commune)

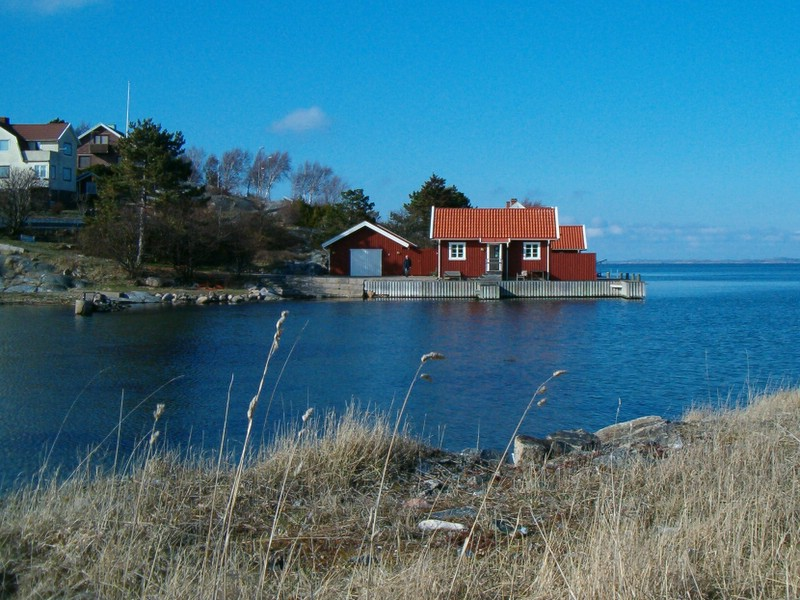
Hälsö

La commune d'Öckerö est une commune du Comté de Västra Götaland dans la province de Bohuslän (Suède). Elle compte environ 12 950 habitants (2020). La commune est située sur une dizaine d'îles rocheuses, reliées à la terre ferme suédoise (la commune de Göteborg) par ferry. La commune correspond à l'archipel nord de Göteborg. Son siège se trouve à Öckerö.
La commune de Gotland exceptée, Öckerö est la seule commune entièrement insulaire de Suède.

## Îles et localités de la Commune d'Öckerö
- Björkö
- Fotö
- Grötö
- Hyppeln
- Hönö
- Kalvsund
- Källö-Knippla
- Hälsö
- Rörö
- Öckerö